# José do Patrocínio
José Carlos do Patrocínio, också kallad O Tigre da Abolição (Tigern av abolition), född 9 oktober 1853 i Campos dos Goytacazes, död 29 januari 1905 i Rio de Janeiro, var en brasiliansk apotekare, journalist, författare, talare och politisk aktivist. Han stod ut som en av de viktigaste gestalterna i abolitioniströrelsen i landet. Han grundade också Guarda Negra som var förtrupp för den svarta rörelsen i Brasilien och bildades för att skydda den brasilianska kejsarfamiljen mot aristokratin och militären.